# Star Prairie (Wisconsin)
Star Prairie – miasto w Stanach Zjednoczonych, w stanie Wisconsin, w hrabstwie St. Croix.